# Seuil-d'Argonne
Seuil-d'Argonne è un comune francese di 525 abitanti situato nel dipartimento della Mosa nella regione del Grand Est.

## Società

### Evoluzione demografica
Abitanti censiti